# Мурза, Степан Семёнович
Степа́н Семёнович Мурза́ (2 (15) декабря 1917; село Куликовка Салтыково-Девицкой волости Черниговского уезда Черниговской губернии — 9 ноября 1974, город Москва) — Герой Советского Союза (1943), полковник (1952).

## Биография
Родился 2 (15) декабря 1917 года в селе Куликовка Салтыково-Девицкой волости Черниговского уезда Черниговской губернии. В 1933 году окончил 7 классов школы, в 1935 году – 2 курса Нежинского библиотечного техникума, в 1938 году – Черниговский педагогический институт. Работал учителем истории географии в школе в селе Турья и директором школы в селе Елино (Щорский район Черниговской области).
В армии с декабря 1939 года. Служил красноармейцем и заместителем политрука батареи боевого обеспечения Симферопольского военно-политического училища.
Участник Великой Отечественной войны: в июне-августе 1941 – наводчик орудия 317-го зенитно-артиллерийского полка (город Евпатория), в августе-декабре 1941 – наводчик орудия 75-го зенитного артиллерийского дивизиона (Юго-Западный фронт). Участвовал в обороне Крыма и в оборонительных боях в районе Кременчуга, Полтавы и Харькова. В мае 1942 года окончил Сталинградское военно-политическое училище.
В июле-октябре 1942 – комиссар роты и комиссар отдельного батальона 54-го отдельного пулемётно-артиллерийского батальона (Воронежский фронт). Участвовал в оборонительных боях на воронежском направлении. 14 сентября 1942 года был контужен. В феврале 1943 года окончил курсы усовершенствования командного состава Воронежского фронта.
В мае 1943 – мае 1944 – заместитель командира и командир батальона 722-го стрелкового полка (Воронежский, 1-й и 2-й Украинские фронты). Участвовал в Курской битве, Белгородско-Харьковской операции, освобождении Левобережной Украины, битве за Днепр, Киевской наступательной, Житомирско-Бердичевской, Корсунь-Шевченковской и Уманско-Ботошанской операциях. 13 августа и 2 сентября 1943 года был дважды легко ранен в голову.
Особо отличился при форсировании Днепра. В ночь на 26 сентября 1943 года в районе села Пекари (Каневский район Черкасской области, Украина) умело организовал форсирование реки и захват плацдарма.
За мужество и героизм, проявленные в боях, Указом Президиума Верховного Совета СССР от 25 октября 1943 года капитану Мурзе Степану Семёновичу присвоено звание Героя Советского Союза с вручением ордена Ленина и медали «Золотая Звезда».
В мае-августе 1944 – преподаватель тактики курсов младших лейтенантов 27-й армии (2-й Украинский фронт), в 1944-1945 – преподаватель тактики Махачкалинского военного пехотного училища (посёлок Манглиси, Грузия). В 1948 году окончил Военную академию имени М. В. Фрунзе. В 1948-1950 – офицер учебного отдела Киевского суворовского военного училища, в 1950-1951 – преподаватель военной географии кафедры общей тактики Военного педагогического института.
В 1951-1963 – старший преподаватель кафедры общей тактики и кафедры оперативно-тактической подготовки Военно-политической академии. С июля 1963 года по декабрь 1965 года находился в загранкомандировке на Кубе в качестве специалиста-преподавателя кафедры оперативно-тактической подготовки в Высшем военном училище. В 1966-1968 – старший преподаватель кафедры оперативно-тактической подготовки Военно-политической академии. С января 1968 года полковник С. С. Мурза – в отставке.
С сентября 1968 года работал старшим инженером в хозяйственном управлении Министерства целлюлозно-бумажной промышленности СССР.
Жил в Москве. Умер 9 ноября 1974 года. Похоронен на Кунцевском кладбище в Москве.

## Награды
- Герой Советского Союза (25.10.1943);
- орден Ленина (25.10.1943);
- орден Красного Знамени (19.08.1943);
- орден Красной Звезды (22.10.1955);
- медали.

## Память
Именем С. С. Мурзы названа улица в посёлке Куликовка Черниговской области (Украина).